# Видал, Кристина
Кристина Видал (англ. Christina Vidal, род. 18 ноября 1981) — американская актриса и певица, сестра актрисы Лизы Видал.
Видал родилась и выросла в Нью-Йорке и дебютировала на экране будучи ребёнком с основной ролью в фильме 1993 года «Срочно требуется звезда» с Майклом Дж. Фоксом. Роль принесла ей две премии «Молодой актёр». С тех пор она снялась лишь в одном фильме, «Добро пожаловать в кукольный дом» (1995), а последующее десятилетие провела снимаясь в телевизионных ситкомах, включая Nick Freno: Licensed Teacher (The WB, 1997—1998) и заглавную роль в Taina (Nickelodeon, 2001—2002).
Видал взяла на себя взрослую роль снимаясь в недолго просуществовавшем полицейском сериале ABC «10-8: Дежурные офицеры» (2003—2004), а также в разные годы появилась в «Прикосновение ангела», «Подруги», «Скорая помощь», «Доктор Хаус» и «Касл». В 2000-х она также появилась в кинофильмах «Чумовая пятница» (2003), «Не вижу зла» (2006) и «Кажется, я люблю свою жену» (2007).
В 2015 году Видал сыграла экранную сестру своей сестры Лизы в сериале «Быть Мэри Джейн», а также предприняла попытку вернуться на телевидение с главной ролью в неудачном пилоте NBC The Curse Of the Fuentes Women. После она взяла на себя второстепенную роль в медицинской драме CBS «Реанимация».

## Избранная фильмография
| Год       |   | Русское название | Оригинальное название | Роль  |
| --------- | - | ---------------- | --------------------- | ----- |
| 2009—2010 | с | Доктор Хаус      | House                 | Сэнди |